# Пиротски ћилим
Пиротски ћилим је традиционални производ текстилног заната на подручју Старе планине, претежно, пиротског округа. Главна одлика је што пиротски ћилим нема наличје, већ два лица у потпуности иста, што нигде другде у свету није забележен случај. Кроз историју се ћилимарство у Пироту развило и ван града по околним местима попут Чипроваца, Самокова, Лома, Берковаца. У 19. веку неке ткаље из Пирота су се удале у Књажевцу и Димитровграду где су и такође пренеле своје вештине ткања пиротског ћилима. На основу тога се касније ћилимарство развија и у Сјеници и у Новом Пазару као и у многим местима у Босни попут Гацка, Фоче и Сарајева. Од 2002. године ћилим је заштићен као производ са јасно одређеним географским пореклом. Укупно 122 шара и 96 орнамената су укњижени у каталог пиротског ћилима. Пиротски ћилим је победник на међународном фестивалу заната у Сибиру у Русији, одржаног од 9. до 16. јуна 2012, где је добио још једно званично признање као најбољи, народни, занатски и уметнички производ.

## Историјат
Пиротске ћилиме су обично ткале сиромашне жене због егзистенције и преносиле то знање с колена на колено својој женској деци. Међутим, само мали број женских особа је успевао да проникне у саму срж ткања пиротског ћилима и да ту вештину доведе до савршенства и обично су то биле даровите девојке.
Ткање ћилима је дуг и веома мукотрпан посао, а ћилимарство као занат почиње да се интензивно развија тек у 19. веку. Уочи ослобођења од Турака 1887. године, трећина целокупног женског становништва се бавило ћилимарством док у периоду између два светска рата, ћилимарство постаје делатност другог реда.
На светској изложби у Паризу 1892. године, пиротски ћилим је изазвао изузетну пажњу и велико одушевљење само јер је имао два лица. Од 1904. до 1940. године пиротски ћилим је био на 26 светских изложби и сајмова од Туртоана, Лондона, Брисела, Амстердама и Напуља до Милана, Париза, Берлина и Солуна. Другим речима, на свим значајним изложбама пиротски ћилим је увек био присутан. Највише је био тражен и продаван у Финској, Шведској, Данској, Немачкој, Белгији, Холандији, Луксембургу, Француској, Швајцарској, Аустрији, Италији, Шпанији, Јужној Америци, Јужној Африци итд. Године 1902. први пут је израђен каталог „Албум пиротског ћилима“ којег је за штампу припремао Мита Живковић, тадашњи директор Гимназије у Пироту. Штампан је у Аустрији а финансирала га је Краљица Драга. Од 1912. до 1918. израда ћилима је обустављена и обновљена је тек 1925. године. Након неколико година издат је нови каталог у виду џепног издања за који су коришћени сви графички прилози из претходног албума. У то време кад је обновљена производња ћилима основана је и Занатска школа за ткање ћилима коју су похађале многе младе жене. Школа је радила све до Другог светског рата када је затворена због финансијских проблема.

## Нематеријално културно наслеђе
Ћилим је од вишефункционалног предмета који се користио за опремање градских ентеријера Пирота и других градова Србије, прерастао у визуелни симбол града Пирота, а временом и у српски национални симбол. Вештина израде ћилима је развијена као део наслеђа женског дела становништва из домена занатских знања и вештина на подручју Пирота у југоисточној Србији. Због тога је 2012. године пиротски ћилим уврштен у Национални регистар нематеријалног културног наслеђа Србије.

## Врсте сировина и начин израде пиротског ћилима
Пиротски ћилим се израђује искључиво од квалитетне вуне која је била у изобиљу на Старој планини у прошлим временима и та вуна је била незаменљива а и најпогоднија сировина за израду ћилима, и то само због својих физичко-механичких карактеристика. Пошто је у последње време сточни фонд опао на Старој планини, данас се вуна користи са различитих подручја али са јаком селекцијом и након тога се издваја најбољи квалитет вуне и та се користи. Као основа је била рунска вуна, а табачка вуна је евентуално коришћена као допунски елемент у мешавини. Рунска вуна се стриже једном годишње са живих оваца и то обично некад пред почетак лета, некад у јуну, пошто је тада она релативно дугачка. Табачка вуна се добија специјалним поступком скидања вуне са закланих оваца, због чега има и оштећених, искрзаних и мртвих влакана и она је релативно кратка. Због лошег квалитета она се користи само у комбинацији са здравом вуном и то у веома малом проценту. Традиционални начин предења (ручни) је био заступљен у прошлости док се данас то ради индустријским путем, чешљаним поступком. Овај процес прераде подразумева:
- сортирање,
- прање,
- влачење - развлачење,
- чешљање,
- претпредање,
- предање,
- дораду,

након чега се добија јако квалитетно предиво од кога се израђује пиротски ћилим. Ћилим се израђује на вертикалном разбоју који чине два вертикална стуба, соје, и две хоризонталне облице кросне, који су међусобно повезани и учвршћени. Нити вуне које се разапињу преко кросна чине саму основу ћилима, и она је равномерно и веома густо распоређена и јако затегнута јер се на њој тка. Након што се формира зев (капистра) и поставе обнителник и горњи прутац почиње се са ткањем тако што се провлаче потке испод и изнад жица основе у једном реду а у следећем обрнуто. Прибијање потки се врши справом од дрвета са гвозденим зупцима која се зове тупица. Она има 11 зубаца поређаних као прсти на стопалу, док је на супротном крају кратка дршка. Када се направи ћилим око пола метра или нешто више, онда се одврну затезачи хоризонталних облица, тзв. Гвинте, па се основа олабави, извуче се прутац који више није потребан и цело ткање заротира надоле тако да ивица ткања дође непосредно изнад доњег кросна (облице). Завршава се ћилим као што је и започет, пређом основе.

## Примена пиротског ћилима
Пиротски ћилим може имати разноврсну примену па тако се њиме могу покривати све површине у једној соби па их по намени на основу тога делимо на:
- Подне – за покривање соба, ходника, степеништа и др.
- Зидне или украсне,
- Прекриваче за кревете и друге лежајеве, пресвлаке за фотеље, јастуке и сл,
- Столњаке и подстолњаке,
- Драпери и завесе за прозоре,
- Шустикле за столице и под,
- Торбице,
- Тканице за појасеве и друге производе изведене ручним начином ткања.

Због оволике примене, пиротски ћилим чини као производ апсолутно оригиналним, уникатним и универзалним. Традиција израде пиротског ћилима је веома дуга, тачније вишевековна. Пошто је Пирот одувек био сточарски крај и увек је било доста вуне од оваца на претек, што је био битан предуслов за развој ћилимарства и ткачке делатности. Из овог разлога је пиротско ћилимарство аутохтоно, постојало је и средњем веку, мада највеће унапређење самог ткања доживљава за време Турске доминације на овим просторима. Трговци који су живели у Пироту допринели су да се за пиротки ћилим чује и на истоку и на западу. Претпоставља се да је пиротски ћилим у основи настао од коњског прекривача који се стављао испод седла јахача. У то време коњска опрема је била веома китњаста са доста орнаментике на себи. Одавде се извлачи закључак да је садашњи ћилим или сиџабе био прводобни коњски прекривач из кога су касније настале и разне величине које се данас могу срести а то су пре свега:
- Шестак (6 аршина)
- Сметеник
- Батал
- Мерка...

### Посебне особине пиротског ћилима
Пиротски ћилим је познат широм света по свом квалитету и уникатној лепоти, техници ткања, сировини од које се израђује и разбоју на коме се израђује, стилизованој орнаментици, богатству шара и боја, дуготрајности као и по томе што имају два лица (шаре су и са једне и са друге стране истог облика и боја). За израду пиротског ћилима се користи квалитетна, природна сирова бела вуна за основу и вишебојна вуна за потку, односно за шаре. Основа је од вишеструког а потка од једноструког искључиво вуненог предива. Тка се такозваном техником клечања. Потка једне боје покрива основу у границама одређене шаре и овде нема видљивих трагова где се мења боја потке захваљујући поменутој техници ткања па се на основу овога успева постићи да два лица буду иста, другим речима наличје је као пресликано лице у оригиналу, тј. не постоји наличје.
Ако се орнамент изводи правцем основе, између појединих шара стварају се шупљине или решме, што одговара гобленском добу, па су такви ћилимови ваздушастији у односу на класично исткане ћилимове, и они обично представљају оне украсне ћилимове – зидне ћилимове, столњаке, шустикле, торбице итд. Уколико се шара изводи дијагонално према самој основи ћилима онда немамо шупљина међу шарама и такви ћилими се раде за сам под јер су дуговечни, и такви ћилими добијају много већу вредност ако су додатно гажени и постају трајнији на тај начин. Пиротски ћилим се ради искључиво на вертикалним разбоју, па је тако ширина ћилима неограничена у зависности од величине разбоја која се прави у зависности од саме ткаље.
Највеће богатство пиротског ћилима су управо шаре и орнаментика која се на њима уткива. Порекло шара је углавном аутохтоно, и неке од шара су:
- Гугутке,
- Корњаче,
- Софре,
- Куке,
- Ченђели,
- Перца...

Међутим, орнаменти су махом преузимани из доста удаљених крајева као што су Персија, Анадолија, средња Азија, Венеција и уклопљени са шарама добијају сасвим нови и оригинални изглед. Шаре на пиротском ћилиму према облику су:
- Вегетабилне,
- Антропоморфне,
- Зооморфне,
- Фигуралне,
- Арабеске.

Према начину приказивања разликују се стилизоване (геометријске) и натуралне шаре. Оне се комбинују по принципу симетричности. Боје су постојане и јасне, доста живе или некад пренаглашене а сама лепота ћилима се огледа у његовој сладности и комбинацији шара.
- Рашићева шара
- Дулови на ланцу
- Гугутке на диреци
- Немачка кутија
- Бомба
- Детаљ ћилима
- Дрво живота

### Величине пиротског ћилима
Пиротски ћилим је због свог начина ткања доста дуготрајан, па остаје чак непромењен и након свакодневне у потребе. На овај начин је омогућено вишегодишње коришћење ћилима само са једне стране, док друга страна остаје нетакнута, и наравно очуваних боја. 
Величина ћилима се мери у традиционалним мерама аршинима (0,68 x 0,68 m²) или мањим мерама од пола аршина (0,34 x 0,34 m²), черек (0,17 0,17 m²), пола черек (0,085 x 0,085 m²). Те се мере преводе у метар на метар квадратни па је тако 1 аршин =0,5 m². Према величини разликују се 34 врсте ћилима:
| #  | Назив врсте пиротског ћилима | Димензије пиротског ћилима | Опис намене пиротског ћилима       |
| -- | ---------------------------- | -------------------------- | ---------------------------------- |
| 1  | Шустикла мала                | 50 x 50 cm                 | за прекривање столица              |
| 2  | Шустикла већа                | 60 x 60 cm                 | за прекривање столица              |
| 3  | Простирка мања               | 60 x125 cm                 | има широку примену                 |
| 4  | Простирка већа               | 70 x 140 cm                | има широку примену                 |
| 5  | Јан – мали – стаза           | 90 x 200 cm                | за под                             |
| 6  | Јан – средњи 1               | 90 x 300 cm                | за под                             |
| 7  | Јан – средњи 2               | 102 x 272 cm               | за под                             |
| 8  | Јан – средњи 3               | 102 x 306 cm               | за под                             |
| 9  | Јан – велики                 | 136 x 272 cm               | за под                             |
| 10 | Јан – највећи                | 150 x 250 cm               | за покривање миндерлука            |
| 11 | Сиџаде                       | 100 x 175 cm               | има широку примену                 |
| 12 | Шестак                       | 136 x 204 cm               | за покривање кревета, за зид и под |
| 13 | Сметеник мали                | 170 x 238 cm               | украсни ћилим за зид и под         |
| 14 | Сметеник средњи 1            | 175 x 280 cm               | има широку примену                 |
| 15 | Сметеник средњи 2            | 204 x 272 cm               | има широку примену                 |
| 16 | Сметеник велики              | 204 x 306 cm               | има широку примену                 |
| 17 | Сметеник највећи             | 238 x 306 cm               | има широку примену                 |
| 18 | Добатал                      | 250 x 350 cm               | има широку примену                 |
| 19 | Добатал већи                 | 272 x 340 cm               | има широку примену                 |
| 20 | Батал                        | 306 x 408 cm               | има широку примену                 |
| 21 | Мерка мала                   | 408 x 476 cm               | има широку примену                 |
| 22 | Мерка велика                 | 476 x 544 cm               | има широку примену                 |
| 23 | Столњак мали                 | 90 x 90 cm                 | има широку примену                 |
| 24 | Столњак средњи               | 136 x 136 cm               | има широку примену                 |
| 25 | Столњак већи                 | 150 x 150 cm               | има широку примену                 |
| 26 | Драпер                       | 170 x 68 cm                | има широку примену                 |
| 27 | Завеса                       | 340 x 68 cm                | има широку примену                 |
| 28 | Тишлајфер                    | 140 x 35 cm                | има широку примену                 |
| 29 | Ташна мања                   | 30 x 35 cm                 | има широку примену                 |
| 30 | Ташна већа                   | 50 x 40 cm                 | има широку примену                 |
| 31 | Јастуци мали                 | 40 x 40 cm                 | има широку примену                 |
| 32 | Јастуци велики               | 108 x 56 cm                | има широку примену                 |
| 33 | Сувенири                     |                            |                                    |
| 34 | По мери                      |                            |                                    |

## Начин на који пиротски ћилими добијају имена
Ћилими су своја имена добили по шарама у пољу, а делови ћилима су:
1. Ресе
2. Спољашњни ћенар
3. Плоча (бордура)
4. Унутрашњи ћенар (чендра)
5. Пољe

Сваки од наведених делова ћилима, разликује се својом бојом од суседних делова ћилима, са леве и десне стране, боја првог и трећег, првог и четвртог или петог, другог и четвртог или петог, трећег и петог, може бити иста тако да што су усклађеније боје суседних делова, то је ћилим лепши.

### Ресе
Кад се ћилим направи, пресеку се носеће нити и скине са разбоја, остаци основе се везују у нопове, обично неких 8-10 нити заједно у два или три чвора, и тако се остављају од 15 до 20 cm дужине и бивају као додатна украс на ћилиму. Наравно ова дужина реса се може скратити по жељи.

### Спољашњи ћенар
Спољашњи ћенар је ивица која уоквирује цели ћилим. На спољној страни ћилима та ивица је права а са унутрашње је увек изломљеног облика (обично цик-цак или састављена од наизменично вертикалних и хоризонталних линија). Уздужно, та линија је шира, док је попречно односно са краће стране ћилима, је ужа та линија. Спољашњи ћенар је обично широк од 3 до 5 метара и увек се ради у једној боји и на њему нема никаквих шара.

### Плоча
Плоча је бордура око целог ћилима, ширине обично од 10 до 60 cm у зависности од величине самог ћилима на коме се ради. Поред поља, она представља најважнији део ћилима и често ћилиму даје лепоту коју има. Најчешће је јарко беле боје или лукове (жућкасте), мада и било која друга боја није искључена. Веома ретко су на плочи две главне боје, а таква плоча се зове плоча са два лица. Код израде ћенара и плоча битно је следеће правило: боја детаља у истој висини (симетричне шаре са леве и десне стране) мора бити иста. Крупније шаре на плочи имају опаску (обруб), што чини ћилим лепшим. 

| #  | Назив плоче                                 | Опис изгледа плоче |
| -- | ------------------------------------------- | --- |
| 1  | Софра                                       | шара је састављена од назубљених ромбова у виду звезде који представљају софру, око софре су обично четири бубице                                 |
| 2  | Врашка колена                               | Шара је чудотворно врашки извијена на колена, око ње су четири шарице, у неколико налик на велику шару                                            |
| 3  | Стара врашка колена са поребреницама        | то су простије израђена врашка колена |
| 4  | Тиче плоча                                  | представља тиче (птицу) у лету, обично са стране има шару у облику дуплог трозубог чешља                                                          |
| 5  | Вилџан плоча (цвеће плоча)                  | ова шара пре личи на лишће и цвеће него на шољице (Вилџан) па зато се и сусреће и други назив                                                     |
| 6  | Костеница – Лавље шапе                      | шара представља кости животињске ноге (припада групи јако старих шара)                                                                            |
| 7  | Столица                                     | шара представља старинску столицу |
| 8  | Кандал плоча                                | представља вишекраки свећњак и ради се у две варијанте са три или пет држача за свеће                                                             |
| 9  | Атапот – Октопод                            | Шара асоцира не мекушца са својих 8 кракова |
| 10 | Водена плоча                                | изломљене линије |
| 11 | Пламен плоча                                | представља језичак пламена |
| 12 | Перце плоча                                 | представља перо птице |
| 13 | Ченђел плоча – Ченђели                      | стара аутохтона шара која представља куке под називом ченђели                                                                                     |
| 14 | Анадолска плоча                             | По угледу шара донетих из Анадолије |
| 15 | Огледала                                    | представља огледало са кукама у горњем делу и разним орнаментима у средини                                                                        |
| 16 | Гуштер плоча                                | шара личи на гуштера |
| 17 | Лале плоча                                  | на дијагоналним гранама представљене су лале |
| 18 | Краљичин рукав                              | шара је по први пут урађена на захтев Краљице Наталије, слична шара постоји и на једном остатку персијског ћилима                                 |
| 19 | Корњача                                     | веома стара плоча која представља корњачу са четири опружене ноге испод оклопа                                                                    |
| 20 | Рашићева плоча                              | Названа по пуковнику М. Рашићу |
| 21 | Диплома (Светосавска диплома)               | шара узета са цртежа Светосавске дипломе: то је шара софре са кукама и бубицама                                                                   |
| 22 | Каца плоча                                  | шара упрошћено представља кацу |
| 23 | Арслан плоча                                | представља лава по мишљењу једних а цветни грм по мишљењу других (једна од најстаријих шара)                                                      |
| 24 | Чуриљњак – Варјача                          | представља доњи део варјаче којом се нешто меша или мути                                                                                          |
| 25 | Брдак – Бардак                              | то је шара са пругама у различитим правцима |
| 26 | Товарна плоча – Товарена Плоча              | зове се тако јер изгледа као са ду на једном крају косе површине наслагани товари (терет)                                                         |
| 27 | Куке                                        | има више врста, раде се само на плочама малих ћилима                                                                                              |
| 28 | Нарови                                      | представља нар |
| 29 | Пужеви                                      | упрошћено представљени пуж |
| 30 | Персијска плоча – Опанак плоча              | преузета са персијског ћилима |
| 31 | Принцеза плоча                              | представља две повезане целине симетричног облика, чија је средина у облику назубљених ромбова тзв. Чакре                                         |
| 32 | Чипла плоча                                 | веома китњаста разнобојна плоча, као чипка на везаном столњаку                                                                                    |
| 33 | Чешаљ                                       | ради се на зубере и подсећа на двостране чешљеве са словом између                                                                                 |
| 34 | Змај плоча                                  | стилизација змаја у покрету |
| 35 | Жаба плоча                                  | шара асоцира на жабу |
| 36 | Лептир плоча                                | стилизовани лептир |
| 37 | Плоче са цвећем, воћем и другим орнаментима | има више врста: каранфил плоча, трандафил плоча, плоча лале, плоча руже, трешњице, печурке, лозице, саксије, метлице а вероватно и још неке врсте |

### Унутрашњи ћенар
Унутрашњи ћенар – чендра – може бити широк као спољашњи ћенар, али је обично нешто шири. На неким ћилимима има више унутрашњих ћенара, од којих су неки довољно широки да се може рећи да ћилим има више плоча. По дужини, ћенар је обично оивичен зупцима или кукама, док по ширини може бити представљен правом линијом. Сваки унутрашњи ћенар на малом ћилиму може бити плоча. За унутрашњи ћенар користе се следеће шаре:
| # | Назив шаре          | #  | Назив шаре        | #  | Назив шаре     | #  | Назив шаре         |
| - | ------------------- | -- | ----------------- | -- | -------------- | -- | ------------------ |
| 1 | Бедемчићи           | 7  | Гугутће (гугутке) | 13 | Низамчићи      | 19 | Прсти (ручице)     |
| 2 | Амајлије - Амајлике | 8  | Шевуљице          | 14 | Водени ћенар   | 20 | Кубе (мали цвет)   |
| 3 | Куке                | 9  | Руже              | 15 | Крстови        | 21 | Минђуше (шољице)   |
| 4 | Чешљови (чешљеви)   | 10 | Брдаци (бардаци)  | 16 | Тиче (птица)   | 22 | Чуриљњак (варјача) |
| 5 | Ибрици              | 11 | Немачке кутије    | 17 | Кукла (лутка)  |    |                    |
| 6 | Лале                | 12 | Атапоти           | 18 | Краљичин рукав |    |                    |

### Поље
Поље је средишњи и најлепши део ћилима. Величину му одређује сама величина ћилима. Стандардне шаре у пољу су увек симетрично поређане тако да не остављају веће празнине али нису ни претрпане. Од шара се овде могу јавити само једна или једна главна у комбинацији са споредним око главне шаре и боје шара се непрестано мењају што ћилиму даје веома богату садржину и импресивност. Само четири врсте ћилима имају строго одређену плочу и ћенар, уз шару у пољу:
1. Ђулови на синџири (ђулови на синџирима) – са бордуром брдак и ћанером ружице са крстовима
2. Вршко колено са амајлијама (врашко колено са амајлијама) – са персијском плочом и четири ћенара: куке, лутке, атапот и шевуљице
3. Нарови са ћенаром: софре, брдак, немачке кутије
4. Манастир Мара са спољашњим ћенаром вазе, бордуром брдак и унутрашњим ћенаром бедеми

Ћилим добија свој назив на основу шара у самом пољу:
| #  | Назив ћилима                                | #  | Назив ћилима              | #  | Назив ћилима               | #  | Назив ћилима                  |
| -- | ------------------------------------------- | -- | ------------------------- | -- | -------------------------- | -- | ----------------------------- |
| 1  | Костенице                                   | 25 | Ђулови на синџири         | 49 | Свекрвин језик             | 73 | Дуборез                       |
| 2  | Огледала                                    | 26 | Ђулови сас совељће        | 50 | Нарови                     | 74 | Зорићева шара                 |
| 3  | Огледала са софре и костенице               | 27 | Грожђе                    | 51 | Каранфили у преграде       | 75 | Дипломе – светосавске дипломе |
| 4  | Огледала с дрво живота и вршко колено       | 28 | Дрво живота               | 52 | Метлице                    | 76 | Босанска шара                 |
| 5  | Венци                                       | 29 | Кубети на диреци          | 53 | Немачке кутије на диреци   | 77 | Француске бомбоне             |
| 6  | Венци с бубице                              | 30 | Бомбе                     | 54 | Персијска круна            | 78 | Лав                           |
| 7  | Венци са софре и бубице                     | 31 | Преградне бомбе           | 55 | Српска круна               | 79 | Рајска птица                  |
| 8  | Венци с литије на диреци                    | 32 | Старе саксије             | 56 | Југословенска круна        | 80 | Девојка сас сокола            |
| 9  | Венци с вршко колено                        | 33 | Кашмир                    | 57 | Руске звезде               | 81 | Папагај                       |
| 10 | Венци с цвеће                               | 34 | Совељћа сас бибице        | 58 | Престолонаследник          | 82 | Девојка с круну               |
| 11 | Венци с бибице и вршко колено               | 35 | Совељћа сас амајлике      | 59 | Штитови                    | 83 | Манастирска шара              |
| 12 | Венци с кубета, вршко колено и водена плоча | 36 | Кувери                    | 60 | Кецеље                     | 84 | Манастир Мара                 |
| 13 | Венци с куке                                | 37 | Вршко колено              | 61 | Олтарска врата             | 85 | Манастир с бибице             |
| 14 | Венци с руже и пиротски опанак              | 38 | Вршко колено с амајлике   | 62 | Послужавници               | 86 | Манастир с крстови            |
| 15 | Гугутће на диреци                           | 39 | Софре                     | 63 | Руски послужавник          | 87 | Мираб                         |
| 16 | Гугутће на диреци с бубице                  | 40 | Бибице                    | 64 | Вера, нада, љубав          | 88 | Литије на диреци              |
| 17 | Ђулови                                      | 41 | Бибице с вршко колено     | 65 | Рашићева шара              | 89 | Руже у огледало               |
| 18 | Разбацани ђулови                            | 42 | Птице с бибице            | 66 | Девојачко срце             | 90 | Руже с амајлике               |
| 19 | Разбацани стари ђулови                      | 43 | Крстови у преграде        | 67 | Кондићева шара             | 91 | Каранфили                     |
| 20 | Ђулови с гугутће                            | 44 | Крстови с вршко колено    | 68 | Београдско коло            | 92 | Жабе                          |
| 21 | Големи ђулови                               | 45 | Крстови с амајлике        | 69 | Руски споменик             | 93 | Ђаволћетића (ђаволчићи)       |
| 22 | Ђулови на диреци                            | 46 | Разбацано свеће           | 70 | Тишлајфер                  | 94 | Пиротско сиџаде               |
| 23 | Ђулови на диреци с гугутће на ђулови        | 47 | Разбацано цвеће с гугутће | 71 | Тишлајфер с бордуру јагоде | 95 | Филигран                      |
| 24 | Ђулови на ђердани                           | 48 | Руже с мераб              | 72 | Јерусалимска шара          |    |                               |

## Разлике између пиротског, сјеничко-пештерског и стапарског ћилима
Сваки од ових ћилима препознатљив је по шарама, а сјеничко-пештерски се понекад теже разликује од пиротског.
Главне одлике пиротског ћилима:
- нема наличје, односно лице и наличје су идентични,
- израђује на вертикалном разбоју,
- сировина је најбоља вуна од оваца са Старе планине,
- основна техника ткања је клечање, којим се постиже исти изглед са обе стране,
- шаре су углавном аутентичне, увек симетричне, а најпознатија је корњача која симболизује благостање и дуг живот.
- оно што пиротски ћилим разликује пре свега од сјеничко-пештерског јесте такозвани ћенар, односно ивица која уоквирује или цео ћилим (спољашњи ћенар) или целине на ћилиму (унутрашњи ћенар или чендра). Ћенара углавном нема на сјеничко-пештерском, и никад на стапарском ћилиму.

Главне одлике сјеничко-пештерског ћилима:
- грубље је грађе од осталих,
- шаре су углавном геометријске, понекад сличне онима на пиротском,
- нема ћенар, односно ивицу,
- може бити с ресама и без њих, и грубље је пређе
- Некада се израђивао на хоризонталном разбоју, па је морао да се саставља по средини или из неколико делова. Данас се тка на вертикалном разбоју, из једног дела,
- сировина је вуна сјеничке аутохтоне овце праменке.

Главне одлике стапарског ћилима:
- најчешће шаре су стилизовани флорални мотиви
- као и сјеничко-пештерски, и овај ћилим се некад спајао на средини или је рађен у неколико делова које су после састављали
- сировина за стапарски ћилим је комбинација кудеље и вуне (више кудеље него вуне),
- никад нема ресе.[14]

Милица Живадиновић је написала књигу „Орнаменти Србије - пиротски ћилим” на српском и на енглеском језику.